# Та, що говорить з привидами
«Та, що говорить із примарами» (англ. Ghost Whisperer) — американський телесеріал про молоду жінку Мелінду Гордон, у якої є дар бачити привидів і спілкуватися з ними. Шоу транслювалося на CBS з 2005 по 2010 рік.

## Сюжет
Коли навколо відбуваються дивні речі: починають рухатися предмети, з'являються незрозумілі звуки, — стає дуже страшно. Такі події перевернули з ніг на голову життя звичайної дівчини Андреа, що приїхала з Нью-Йорка. У її будинку з'являється примара, який до смерті лякає дівчину.
Найкраща подруга Андреа, Мелінда Гордон намагається допомогти всіма силами. Вона володіє рідкісним даром — здатністю бачити привидів і говорити з ними. Мелінда завжди знаходиться поруч і намагається з'ясувати, чого хоче потойбічна істота. Через якийсь час Андреа починає припускати, що цим привидом може бути її знайомий з Нью-Йорка. Щоб впоратися зі своїм страхом і зрозуміти непроханого гостя, Андреа починає вникати в спіритизм.
Звертаючись до потойбічного світу, Мелінда кардинально змінює своє уявлення про життя. Привиди приходять до неї щоночі, вона починає вірити в багато нез'ясованих речей. Можливо, з часом здібності дівчини допоможуть знайти спокій душам померлих людей.

## Виробництво
Робота над «Та, що говорить з привидами» почалася за два роки до прем'єри і здебільшого заснована на роботі та особистому досвіді письменника і медіума Джеймса Ван Прага, який також став співпродюсером серіалу.
Під час роботи над серіалом на знімальному майданчику для консультації постійно були присутні медіуми, під керівництвом яких відбувалися зйомки.
Зйомки проходили на «Universal Studios». Багато знімальних павільйонів вже були використані в таких блокбастерах, як «Назад у майбутнє» та «Убити пересмішника». Після завершення зйомок Дженніфер Лав Г'юїтт записала відео-тур по місцях зйомок.
21 травня 2010 року CBS після п'ятого сезону закрили серіал. Після закриття телесеріалом зацікавився телеканал ABC, проте через деякий час відмовився знімати і брати його в ефір.

## Ролі і персонажі
| Актор                               | Персонаж                | Сезони            | Сезони               | Сезони               | Сезони            | Сезони            |
| Актор                               | Персонаж                | 1                 | 2                    | 3                    | 4                 | 5                 |
| ----------------------------------- | ----------------------- | ----------------- | -------------------- | -------------------- | ----------------- | ----------------- |
| Дженніфер Лав Г'юїтт/Грейс Фултон   | Мелінда Гордон          | Основний персонаж | Основний персонаж    | Основний персонаж    | Основний персонаж | Основний персонаж |
| Девід Конрад                        | Джим Кленсі / Сем Лукас | Основний персонаж | Основний персонаж    | Основний персонаж    | Основний персонаж | Основний персонаж |
| Аїша Тайлер                         | Андреа Марино           | Основний персонаж |                      |                      |                   |                   |
| Кемрін Мангейм                      | Делія Бенкс             |                   | Основний персонаж    | Основний персонаж    | Основний персонаж | Основний персонаж |
| Джей Мор                            | Рік Пейн                |                   | Періодичний персонаж | Основний персонаж    | Запрошена зірка   |                   |
| Тайлер Патрік Джонс/Крістоф Сандерс | Нед Бенкс               |                   | Періодичний персонаж | Періодичний персонаж | Основний персонаж | Основний персонаж |
| Джеймі Кеннеді                      | Елай Джеймс             |                   |                      |                      | Основний персонаж | Основний персонаж |
| Коннор Гіббс                        | Айден Лукас             |                   |                      |                      |                   |                   |
| Ештон Голмс                         | Кірк Єнсен              |                   |                      |                      |                   |                   |

## Епізоди та рейтинги
| Сезон               | Епізоди | Прем'єра в США  | Фінал в США    | Телесезон | Ранг | Всередині CBS | Глядачі |
| ------------------- | ------- | --------------- | -------------- | --------- | ---- | ------------- | ------- |
| 1 Сезон (2005—2006) | 22      | 23 вересня 2005 | 5 травня 2006  | 2005-2006 | #47  | #2.9/10       | 10.20   |
| Сезон 2 (2006—2007) | 22      | 22 вересня 2006 | 11 травня 2007 | 2006-2007 | #44  | #3.0/10       | 9.90    |
| Сезон 3 (2007—2008) | 18      | 28 вересня 2007 | 11 травня 2008 | 2007-2008 | #64  | #2.4/8        | 8.67    |
| Сезон 4 (2008—2009) | 23      | 3 жовтня 2008   | 16 травня 2009 | 2008-2009 | #34  | #3.7/11       | 10.62   |
| Сезон 5 (2009—2010) | 22      | 25 вересня 2009 | 21 травня 2010 | 2009-2010 | #54  | #1.9/6        | 7.78    |